# Tiridates I của Parthia
Tiridates, hoặc Teridates hoặc Tirdad hoặc تیرداد /tɪˈrɪdətiːz/ tiếng Parthia:𐭕𐭉𐭓𐭉𐭃𐭕 (Tīridāt) là một tên Ba Tư, được Arrian ghi lại trong tác phẩm Parthica của mình để nói về người em trai của Arsaces I, người sáng lập của đế chế Parthia, theo đó ông đã kế vị anh trai mình vào năm 246 TCN. Nhưng những thông tin của Arrian dường như được cho là phi lịch sử và các sử gia ngày nay cho rằng Arsaces đã cai trị Parthia cho tới tận năm 211 TCN.
Trong tác phẩm của Arrian, Tiridates đã tự mình cai trị Parthia một thời gian ngắn tại Parthia, trong giai đoạn đế chế Seleukos suy yếu vì các cuộc tấn công của Ptolemaios III năm 246 TCN và những năm tiếp theo. Tiridates đã bị Seleukos II đánh bại và trục xuất vào khoảng năm 238 TCN. Nhưng khi Seleukos bị buộc quay trở về phía tây do cuộc nổi loạn của người em trai, Antiochus Hierax, Tiridates đã trở lại và đánh bại người Macedonia. Tiridates đã sử dụng tên của anh trai và các vị vua Parthia sau này cũng vậy.